# ألكسندر كنافس
ألكسندر كنافس (بالسلوفينية: Aleksander Knavs)‏ (مواليد 5 ديسمبر 1975) هو لاعب كرة قدم. يلعب مع منتخب سلوفينيا لكرة القدم. سبق له أن لعب في كأس العالم لكرة القدم مع منتخب بلاده.

## مسيرته الكروية
لعب ألكسندر كنافس خلال مسيرته الاحترافية مع 5 أندية في خمسة عشر موسمًا وسجل خلالها 16 هدفًا ضمن 302 مباراة. حيث فاز في موسم واحد بالكأس وفي خمسة مواسم بالدوري.
خاض ألكسندر كنافس مسيرته مع نادي أولمبيا ليوبليانا في موسم 1993–94 ليلعب معه أربعة مواسم، مشاركًا في 69 مباراة سجل خلالها 5 أهداف. ثم انتقل إلى نادي تيرول إنسبروك في موسم 1997–98 ليلعب معه أربعة مواسم، حيث شارك في 113 مباراة سجل خلالها 6 أهداف. لينتقل بعدها إلى نادي كايزرسلاوترن في موسم 2001–02 واستمر معه طيلة ثلاثة مواسم، مشاركًا في 64 مباراة سجل خلالها 3 أهداف. ثم انتقل إلى نادي بوخوم في موسم 2004–05 لمدة موسم واحد، مشاركًا في 26 مباراة سجل خلالها هدفًا واحدًا. هذا وانتقل لاحقًا إلى نادي ريد بول سالزبورغ في موسم 2005–06 واستمر معه طيلة ثلاثة مواسم، مشاركًا في 30 مباراة سجل خلالها هدفًا واحدًا أيضًا.

## روابط خارجية
- ألكسندر كنافس على موقع الاتحاد الدولي (مؤرشف)  (الإنجليزية)
- ألكسندر كنافس على موقع الاتحاد الأوربي (الإنجليزية)
- ألكسندر كنافس على موقع قاعدة بيانات كرة القدم.إي يو (الإنجليزية)
- ألكسندر كنافس على موقع بيانات كرة القدم. دي إي (الألمانية)
- ألكسندر كنافس على موقع ناشيونال فوتبول تيمز (الإنجليزية)
- ألكسندر كنافس على موقع عالم كرة القدم.نت (الإنجليزية)